# Savannah (bateau)
Pour les articles homonymes, voir Savannah.
Le Savannah représente la première application réussie du moteur à vapeur sur un navire transatlantique, en 1819.
Cette année-là, le navire appareille de la ville de Savannah, en Géorgie aux États-Unis le 24 mai. Il a été construit en 1818 aux chantiers Crock & Picket à New York, jauge 320 tonneaux, pour 45 mètres de long. Il est doté d'un gréement classique, avec voiles aurique et carrées, c'est un trois-mâts. Mais il possède aussi un moteur à vapeur de 90 CV, propulsant deux roues à aubes ; sa cheminée est orientable pour éviter d'incendier la voilure. Il rejoint Liverpool, en 27 jours et 18 heures sur lesquels il avait marché 18 jours à la vapeur. L'embarquement combustible a été limité à 73 tonnes de charbon et 90 stères de bois. Cette cargaison était nettement insuffisante pour la traversée, il ne s'agissait que d'un appoint, le but n'étant pas une autonomie complète surtout pour une traversée d'est en ouest.
Moses Rogers en est le commandant. Il part d'abord à la vapeur, mais n'utilise les moteurs que par panne de vent. Il approche le port de Kinsale, en Irlande à la vapeur. Les garde-côtes qui aperçoivent la fumée croient à l'arrivée d'un bateau en feu.